# 13962 Delambre
13962 Delambre este o planetă minoră (asteroid), cu un diametru de 12,064 km, din centura de asteroizi. A fost descoperită pe 3 august 1991 la Observatorul European Austral de Eric Walter Elst și a fost numită după Jean Baptiste Joseph Delambre. 
Obiectul prezintă o orbită caracterizată de o semiaxă mare de 3,1984703 UAi, o excentricitate de 0,19, o înclinație de 2,07101 ° în raport cu ecliptica.